# Edmond Guiraud

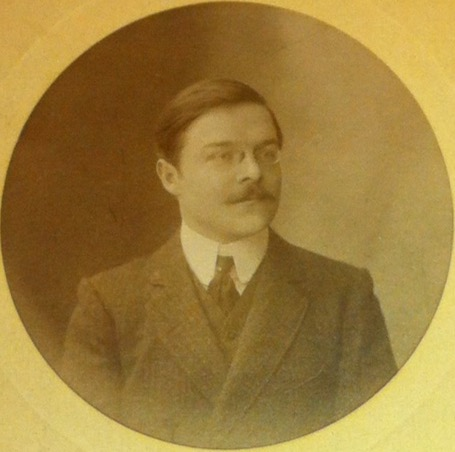
Edmond Guiraud, fotografia di Henri Manuel

Edmond Guiraud (Marsiglia, 22 marzo 1879 – Roquedur, 18 aprile 1961) è stato un drammaturgo, attore e librettista francese.

## Biografia
Edmond Guiraud è il figlio unico dello scrittore Paul Guiraud, originario di Saint-Ambroix (Gard) e proprietario del Café Peloux a Nîmes, che fu il fondatore e redattore del settimanale letterario e artistico La Chronique mondaine.
Entra al Liceo Alphonse Daudet di Nîmes nel 1887; in seguito prosegue gli studi al Liceo Enrico IV a Parigi.
Si è sposato tre volte e per anni ha vissuto a Roquedur di cui la madre, Albertine Séverac, era originaria.
Ha recitato in due film di Jean Gehret, su testi di André Chamson.
Janine Press, la sua ultima moglie, ha offerto al Musée Cévenol di Le Vigan (Gard) gli archivi del marito per costituire un fondo Edmond Guiraud.
Edmond Guiraud è sepolto al cimitero protestante di Nîmes.

## Opere

### Melodrammi
- 1912 : Libretto adattato dalla sua pièce Marie Victoire, per l'omonima opera lirica del compositore Ottorino Respighi.

## Teatro

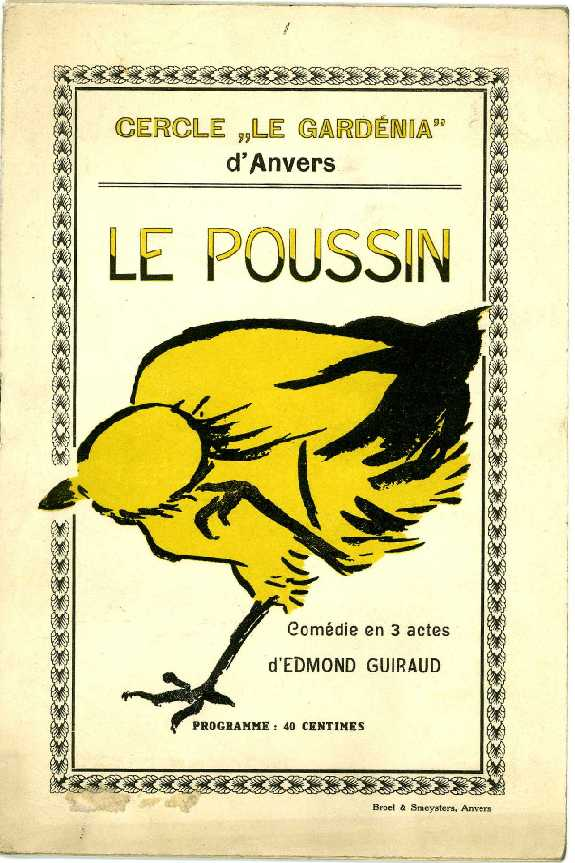
Le Poussin - Rabier - Guiraud

- s.d.: La Souris noire pièce in 1 atto;
- s.d.: La Provinciale pièce in 4 atti;
- s.d.: Le Vainqueur commedia in 3 atti;
- s.d.: Un Mariage de fantaisie (3 atti);
- s.d.: Colin-Tampon, fantasia spirituale, "quoiqu'en 2 actes (sic) écrite pour monsieur Charles Vaire (vers 1905)"
- s.d.: L'Anniversaire de l'Infante favola lirica in 3 atti;
- s.d.: La Maison de verre;
- s.d.: Le Timide ou la Marchande d'abeilles, pièce in 3 atti (in collaborazione con Lucien Nepoty);
- 1901: M. Et Madame Taste, 1 atto;
- 1901: Inutile Franchise, 1 atto in prosa (riveduto nel 1906);
- 1902: Amour s'en mêle;
- 1903 : La Farandole (in seguito intitolato Ménage à quatre), 1 atto;
- 1904: L'Ouvrier de la dernière heure, 1 atto;
- 1904: Au coin d'un bois sacré..., 1 atto in versi;
- 1904: La Nymphe émue, 1 atto in versi;
- 1905: Une Agonie, dramma in un atto;
- 1905: La Mémoire des dates (in collaborazione con Félix Galipaux), Grand Guignol;
- 1905: Le Bel Atout, 3 atti;
- 1905: Cri-Cri, 1 atto, Eldorado (ripreso nel 1907 con il titolo Zizi);
- 1905: Madelon, commedia in un atto, in versi;
- 1905: Le Cœur d'Angélique, 1 atto, (altro titolo per Le Bel Atout);
- 1906: Le Gardien de square, 2 atti;
- 1907: Anna Karénine, 5 atti, (dal romanzo di Lev Tolstoj);
- 1907: L'Eau trouble, (in collaborazione con Jean de Hinx); Bruxelles, pièce scritta per la cantante Yvette Guilbert per il suo ritorno al teatro;
- 1907: Zizi;
- 1908: Le Poussin, 3 atti;
- 1911: Marie-Victoire, 4 atti;
- 1912: Moïse, 1 atto;
- 1914: La Sauvageonne, 3 atti;
- 1921: Le Divan noir, 3 atti;
- 1922: Vautrin, 4 atti (dai personaggi di Honoré de Balzac);
- 1922: Paul et Virginie, (in collaboration con Lucien Nepoty), dal romanzo di Jacques-Henri Bernardin de Saint-Pierre, musica di Henri Rabaud;
- 1925: Une femme, commedia in 4 atti;
- 1926: Son Joujou, commedia in 3 atti (inédita?;
- 1926: Le Bonheur du jour, 4 atti;
- 1929: Whisky (in collaborazione con Léon Hennique dal suo romanzo Minnie Brandon;
- 1930: Une femme de mon pays ;
- 1932: Le Coup de soleil pièce in 3 atti (inédita?);
- 1932: Nos 20 ans, commedia in 4 atti;
- 1954: Amavit, (realizzato per la radio)

## Filmografia

### Attore
- 1949: Tabusse diretto da Jean Gehret;[2]
- 1950: Le Crime des justes diretto da Jean Gehret[3]
- 1950: Porte d'orient diretto da Jacques Daroy[4]

### Adattamenti cinematografici
- 1927: Le Bonheur du jour diretto da Gaston Ravel film muto;
- 1935: Zizi diretto da Charles-Félix Tavano, cortometraggio